# Robert Hamer
Robert Hamer, nato Robert James Hamer, (Kidderminster, 31 marzo 1911 – Londra, 4 dicembre 1963), è stato un regista e sceneggiatore britannico, noto principalmente per aver diretto una delle più celebri commedie nere degli Ealing Studios, Sangue blu (1949).

## Biografia
Robert James Hamer nacque, insieme alla sorella gemella Barbara, nel Worcestershire il 31 marzo 1911 da Annie Grace Brickell e da Owen Dylmer Hamer. 
Studente brillante, avrebbe voluto laurearsi in Economia o Matematica, ma non riuscì a finire gli studi. A Cambridge, frequentava assiduamente il cinema vicino alla scuola, scriveva poesie e testi per i giornali studenteschi. Ma la scoperta di una sua relazione omosessuale con un altro studente ne compromise la carriera universitaria.

### Carriera cinematografica
Hamer iniziò la propria carriera cinematografica nel 1934 come assistente di sala montaggio agli studi Gaumont-British. L'anno successivo cominciò a lavorare per la London Films di Alexander Korda. Quando il produttore tedesco Erich Pommer, uomo-chiave dei capolavori dell'Espressionismo tedesco, fra le personalità cinematografiche europee attratte in Inghilterra da Korda, fondò insieme all'attore Charles Laughton la casa di produzione Mayflower Pictures, gli offrì l'opportunità di lavorare per lui come montatore. Hamer montò, fra gli altri, l'ultimo film britannico di Alfred Hitchcock, La taverna della Giamaica (1939).
All'arrivo della Seconda guerra mondiale, con la sospensione delle attività della Mayflower Pictures, Hamer si aggregò al GPO Film Unit, dove lavorò con Alberto Cavalcanti. Quando quest'ultimo cominciò a lavorare per gli Ealing Studios, portò con sé anche Hamer e gli offrì, dopo alcuni lavori come montatore e qualche prima esperienza non accreditata di direzione, la possibilità di esordire alla regia con un episodio di Incubi notturni (1945), un'opera fondamentale nella storia del cinema inglese.
Nel 1946 diresse il primo lungometraggio, Pink String and Sealing Wax, basato su una pièce teatrale di Roland Pertwee. Del 1949 è la sua opera più nota, Sangue blu, una feroce satira sociale di disarmante umorismo, presentata in concorso alla Mostra del cinema di Venezia, con un memorabile Alec Guinness impegnato in ben otto ruoli differenti.
Dopo un breve ritorno alla Mayflower Pictures per farsi produrre Il ragno e la mosca, Hamer diresse un ultimo film per gli Ealing Studios, His Excellency (1952).
Le sue opere successive sono il dramma pessimistico Vendicherò il mio passato (1952) e la commedia gialla Uno strano detective, padre Brown (1954), prodotta dall'americana Columbia Pictures, con un Alec Guinness in grandissima forma nel ruolo del celebre Padre Brown creato da G.K. Chesterton. Guinness fu protagonista anche dei successivi e meno riusciti Due inglesi a Parigi (1955) e Il capro espiatorio (1959). Il risultato deludente di quest'ultimo, una grossa produzione Metro-Goldwyn-Mayer, da un romanzo di Daphne Du Maurier, con la collaborazione di Gore Vidal alla sceneggiatura, paga i contrasti tra le importanti personalità coinvolte e il montaggio finale sottratto al regista dalla casa di produzione.
La frustrazione e la delusione per aver visto mutilato il film che avrebbe potuto rilanciare la sua carriera aggravarono il problema di lunga data di Hamer, l'alcolismo, che lo fece collassare sul set di La scuola dei dritti (1960), film completato da Cyril Frankel.
I suoi ultimi lavori furono una riscrittura di dialoghi per 55 giorni a Pechino (1963) e la sceneggiatura di A Jolly Bad Fellow (1964).
Morì di polmonite il 4 dicembre 1963 al St Thomas's Hospital di Londra.

## Riconoscimenti
Un film da lui diretto, Sangue blu, nel 1999 è stato inserito dal British Film Institute al sesto posto nella lista dei migliori cento film britannici del XX secolo, Sangue blu.

## Filmografia

### Regia e sceneggiatura
- San Demetrio London (1943) (non accreditato)
- Pink String and Sealing Wax (1946)
- The Loves of Joanna Godden (1947) (non accreditato)
- It Always Rains on Sunday (1947)
- Sangue blu (Kind Hearts and Coronets) (1949)
- Il ragno e la mosca (The Spider and the Fly) (1949)
- His Excellency (1952)
- Vendicherò il mio passato (The Long Memory) (1952)
- Uno strano detective, padre Brown (Father Brown) (1954)
- Il capro espiatorio (The Scapegoat) (1959)

### Solo regia
- Incubi notturni (Dead of Night) (1945) - episodio Lo specchio incantato (The Haunted Mirror)
- Due inglesi a Parigi (To Paris with Love) (1955)
- La scuola dei dritti (School for Scoundrels) (1960)

### Solo sceneggiatura
- Rowlandson's England, regia di Don Chaffey (1955)
- 55 giorni a Pechino (55 Days at Peking) (1963) (dialoghi aggiuntivi)
- A Jolly Bad Fellow, regia di Don Chaffey (1964)

### Montaggio
- Il vagabondo dell'isola (Vessel of Wrath), regia di Erich Pommer (1938)
- I marciapiedi della metropoli (St. Martin's Lane), regia di Tim Whelan (1938)
- La taverna della Giamaica (Jamaica Inn), regia di Alfred Hitchcock (1939)
- Turned Out Nice Again, regia di Marcel Varnel (1941)
- Ships with Wings, regia di Sergei Nolbandov (1942)
- Audace avventura (The Foreman Went to France), regia di Charles Frend (1942)